# مالیات سرانه

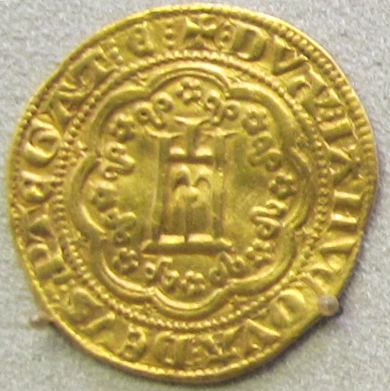
مالیات سرانه

مالیات سرانه (به انگلیسی: poll tax) مالیاتی به مقدار معین و ثابت است که بر همگان (غنی و فقیر) به صورت مساوی وضع می‌شود. مالیات سرانه امروزه واپس‌گرا تلقی می‌شود، نامحبوب است و معمولاً موجب شورش می‌شود. این نوع مالیات از دوران باستان تا قرن نوزدهم در سراسر جهان توسط دولت‌های مختلف اخذ می‌شده است. مثلاً در گذشته تا پیش از تصویب متمم بیست و چهارم قانون اساسی آمریکا توسط کنگره مالیات سرانه رأی‌دهی در آمریکا برای محروم کردن فقرا و اقلیت‌های نژادی مانند سیاه‌پوستان از رأی‌دادن اخذ می‌شد. زکات فطره در اسلام نوعی مالیات سرانه است که برای همگان به میزان ۲ یا ۳ کیلوگرم گندم یا جو تعیین می‌شود.